# Łowy na węże morskie
Łowy na węże morskie (ang. Serpent catch) – to powieść fantastyczna autorstwa Dave'a Welvertona napisana w 1991. Jej kontynuacją z 1993 jest Ścieżka bohatera (ang. Path of the hero).
Polskie tłumaczenia Łowów na węże morskie (przygotowane przez Ewę Witecką - ISBN 83-7169-736-8) i ścieżki bohatera (przygotowane przez Józefa R. Kowalskiego - ISBN 83-7169-932-8) zostały wydane nakładem wydawnictwa Amber w 1998.

## Treść
Półneandertalczyk Tull wyrusza wraz z ostatnim Gwiezdnym Żeglarzem Phylomonem, swoją ludzką żoną Wisterią, karczmarzem Scandalem i synami neandertalczyka Obcującego z Duchami, Chaa: Małym Chaa i Ayuvahem do Kraalu, kraju Właścicieli Niewolników aby schwytać węże morskie, które wyginęły w rejonie jego rodzinnego Smilodon Bay. W niebezpiecznej wyprawie giną Mały Chaa, Wisteria i Ayuvah, ale odnosi ona skutek. Okazuje się jednak, że stwórcy zamierzają wyniszczyć ludzkość.
W Ścieżce Bohatera Tull poślubia córkę Chaa, Favę, i zaczyna się uczyć, by zostać Obcującym z Duchami. Na Smilodon Bay napadają łowcy niewolników. Hukmowie wyruszają przeciw Wielmożom-Piratom. Ostatecznie udaje się pokonać stwórców i Właścicieli Niewolników.

## Świat przedstawiony
W 2866 Gwiezdni Żeglarze zaczęli odtwarzać ziemskie ekosystemy jury, miocenu i pliocenu na trzech kontynentach Anee, księżyca gazowego giganta Thora. Posługiwali się zaawansowaną techniką, a symbionty zastępujące skórę zapewniały im długowieczność. Smoki i węże morskie miały pełnić na Anee rolę ekozapór i chronić przed migracją zwierząt między kontynentami.
Kiedy obca rasa Erydian zmusiła Gwiezdnych Żeglarzy do opuszczenia przestrzeni kosmicznej, część z nich uczyniła innych ludzi i neandertalczyków niewolnikami oraz próbowali walczyć z Erydianami. Ponieśli klęskę, ale utworzyli niewolnicze kraje Kraal (w Ścieżce bohatera Craal) i Bashevgo.
Inni Gwiezdni Żeglarze zbudowali stwórców (kreatory), aby kontynuowali odtwarzanie środowiska i chronili równowagę. Kiedy jeden ze stwórców zginął, pozostali stworzyli zamiast niego driady, które miały bronić lasów. Na Anee poza ludźmi, neandertalczykami i driadami żyły fikcyjne wielkie hominidy: dzicy drapieżni Ludzie-Mastodonty (mastodontowce, Homo rex) i roślinożerni hukmowie (Homo gigantis), tworzący własną kulturę.